# Mussidia
Mussidia é um gênero de mariposa pertencente à família Crambidae.